# Corsier
Corsier är en ort och kommun i kantonen Genève, Schweiz. Kommunen har 2 282 invånare (2023). Den består av ortsdelarna Corsier-Village och Corsier-Lac som ligger vid Genèvesjön.